# Успенка (пункт контролю)
47°43′34″ пн. ш. 38°42′8″ сх. д. / 47.72611° пн. ш. 38.70222° сх. д.
Успе́нка — пункт пропуску через державний кордон України на кордоні з Росією.
Розташований у Донецькій області, Амвросіївський район неподалік від однойменного села на автошляху місцевого значення. З російського боку розташований пункт пропуску «Матвієв Курган», Матвієво-Курганський район, Ростовська область на автошляху місцевого значення у напрямку Таганрога.
Вид пункту пропуску — автомобільний. Статус пункту пропуску — міжнародний.
Характер перевезень — пасажирський, вантажний.
Окрім радіологічного, митного та прикордонного контролю, пункт пропуску «Успенка» може здійснювати санітарний, фітосанітарний, ветеринарний, екологічний та контроль Служби міжнародних автомобільних перевезень.
Пункт пропуску «Успенка» входить до складу митного посту «Амвросіївка» Східної митниці. Код пункту пропуску — 70007 03 00 (11).
12 серпня 2014 року під час війни на Донбасі пункт контролю був обстріляний артилерією з боку Росії. Як результат 150 пострілів було пошкоджено будівлі та лінії зв'язку. Станом на 15 серпня через масовані обстріли з російської території повністю знищено його інфраструктуру.